# Tampa Bay Lightning
A Tampa Bay Lightning Florida állam Tampa városának profi jégkorongcsapata, mely 1992-ben csatlakozott az Észak-Amerika-i Professzionális Jégkorongligához. A klub a National Hockey League keleti főcsoportjában játszik, a atlanti divízióban. Nevüket - Tampa Bay Lightning - a város beceneve alapján választották "Lightning Capital of North America." Ami annyit jelent: Észak-Amerika Villám Fővárosa (Tampa vonzáskörzetében sok a villámcsapásos baleset évente).
Történetük során három Stanley-kupát nyertek. Hazai mérkőzéseiket az Amelie Arenában játsszák.

## Klubrekordok
Pályafutási rekordok (csak a Lightning-gal)
- Legtöbb mérkőzés: 1037, Vincent Lecavalier
- Legtöbb pont: 953, Martin St. Louis
- Legtöbb gól: 393, Steven Stamkos
- Legtöbb gólpassz: 590, Victor Hedman

Szezonrekordok
- Legtöbb gól: 60, Steven Stamkos (2011–2012)
- Legtöbb gólpassz: 87, Nyikita Kucserov (2018–2019)
- Legtöbb pont: 128, Nyikita Kucserov (2018–2019)
- Legtöbb gól (hátvéd): 20, Dan Boyle (2006–2007)
- Legtöbb gólpassz (hátvéd): 56, Victor Hedman (2016–2017)
- Legtöbb pont (hátvéd): 72, Victor Hedman (2016–2017)
- Legtöbb gól (újonc): 25, Yanni Gourde (2017–2018)
- Legtöbb gólpassz (újonc): 41, Brad Richards, 42 (2000–2001)
- Legtöbb pont (újonc): Yanni Gourde, 64 (2017–2018)
- Legtöbb kiállításperc: 265, Zenon Konopka (2009–2010)

Kapusrekordok - szezon
- Legtöbb shutout: 8, Andrej Vaszilevszkij (2017–2018)
- Legtöbb győzelem: 44, Andrej Vaszilevszkij (2017–2018)

## Visszavonultatott mezszámok
- 4 – Vincent Lecavalier
- 26 – Martin St. Louis